# Condado de Craig (Virginia)
El condado de Craig (en inglés: Condado de Craig) es un condado en el estado estadounidense de Virginia. En el censo de 2000 el condado tenía una población de 5.091 habitantes. Forma parte del área metropolitana de Roanoke. La sede de condado es New Castle.

## Geografía
Según la Oficina del Censo, el condado tiene un área total de 856 km² (331 sq mi), de la cual 856 km² (331 sq mi) es tierra y 0 km² (0 sq mi) es agua.

### Condados adyacentes
- Condado de Alleghany (norte)
- Condado de Roanoke (este)
- Condado de Montgomery (sur)
- Condado de Giles (suroeste)
- Condado de Monroe, Virginia Occidental

## Áreas protegidas nacionales
- George Washington and Jefferson National Forests

## Demografía
En el  censo de 2000, hubo 5.091 personas, 2.060 hogares y 1.507 familias residiendo en el condado. La densidad poblacional era de 15 personas por milla cuadrada (6/km²). En el 2000 había 2.554 unidades unifamiliares en una densidad de 8 por milla cuadrada (3/km²). La demografía del condado era de 98,94% blancos, 0,20% afroamericanos, 0,22% amerindios, 0,16% asiáticos, 0,14% de otras razas y 0,35% de dos o más razas. 0,33% de la población era de origen hispano o latino de cualquier raza. 
La renta promedio para un hogar del condado era de $37.314 y el ingreso promedio para una familia era de $41.750. En 2000 los hombres tenían un ingreso medio de $26.713 versus $21.337 para las mujeres. La renta per cápita para el condado era de $17.322 y el 10,30% de la población estaba bajo el umbral de pobreza nacional.

## Ciudades y pueblos
- Abbott
- Captain
- Maggie
- Marshalltown
- New Castle
- Paint Bank
- Simmonsville